# Учебный (дирижабль)
«Учебный» — первый российский военный дирижабль, сконструированный, построенный и испытанный в воздухе русскими воздухоплавателями без помощи иностранных специалистов.
Построен в Учебном воздухоплавательном парке в 1908 г. по проекту капитана А. И. Шабского.

## Описание
Оболочка дирижабля была выполнена из двух змейковых аэростатов системы Парсеваля. К оболочке подвешивалась деревянная гондола, в которой находился двигатель, приводивший в движение два воздушных винта, расположенных по обе стороны гондолы, в передней её части.

## История
Дирижабль был сконструирован для подготовки будущей команды, конструируемого русского военного дирижабля «Кречет» . Первый полет состоялся 28 августа 1908 г. на Волковом поле. В дальнейшем «Учебный» был модернизирован (увеличены объём оболочки и мощность двигателя, заменены винты, перестроена гондола), однако к концу 1909 г. дирижабль демонтировали.